# Janežičeva cesta, Ljubljana
Janežičeva cesta je ena izmed cest v Ljubljani.

## Zgodovina
Leta 1923 so po slovenskemu jezikoslovcu Antonu Janežiču poimenovali dotedaj neimenovano cesto med Prulami in Karlovško cesto.

## Urbanizem
Cesta danes poteka med Karlovško cesto in krožiščem s Trnovskim pristanom in Opekarsko cesto.
Na cesto se poleg Prul navezuje še Prijateljeva ulica.

## Javni potniški promet
Po Janežičevi cesti potekata trasi mestne avtobusne linije št. 19B in 19I. 

### Postajališči MPP
smer severovzhod - jugozahod
| postajališče  | št. linije |
| ------------- | ---------- |
| 602122 Trnovo | 19B, 19I   |